# Sungai Naniang
Sungai Naniang is een bestuurslaag in het regentschap Lima Puluh Kota van de provincie West-Sumatra, Indonesië. Sungai Naniang telt 2878 inwoners (volkstelling 2010).